# 丁遂
丁遂（1559年—？），字汝良，號霁怀，南直隶應天府江浦县人，明朝政治人物。同进士出身。

## 生平
嘉靖己未七月二十二日生。萬曆二十二年（1594年）甲午科乡试第三十九名举人，二十三年（1595年）乙未科會試第二百六十一名，廷試二甲第九名进士，刑部觀政，本年六月授直隶易州知州，調山東沂州知州，二十八年丁母憂，二十九年考察降用。累升户部主事、赣关榷税、归德、宁波等府同知、南京工部虞衡司郎中、雲南按察司僉事。万历三十四年主考山东，以当科举人李衍赏第七义短促无章，仅二百馀字，罚俸三月。著有《四書解》。

## 家族
曾祖丁讓。祖丁佶。父丁凤。母胡氏。慈侍下。娶李氏，子明征、明觀。侄子丁明登（兄丁選之子），字剑虹，号莲侣，万历四十四年進士。孫丁峻飞，字扶萬，清順治六年（1649年）进士。